# Laphyctis
Laphyctis is een vliegengeslacht uit de familie van de roofvliegen (Asilidae).

## Soorten
- L. gigantella (Loew, 1852)
- L. kochi (Lindner, 1973)
- L. orichalcea (Lindner, 1973)